# Wolfgang Blümel (Epigraphiker)
Wolfgang Blümel (* 9. Januar 1945 in Nossen) ist ein deutscher Klassischer Philologe und Epigraphiker.
Wolfgang Blümel studierte Klassische Philologie, Papyrologie und Geschichte an der Universität zu Köln. Dort wurde er 1972 mit der Dissertation Untersuchungen zu Lautsystem und Morphologie des vorklassischen Lateins promoviert. 1976 habilitierte er sich, 1980 wurde er zum außerplanmäßigen Professor ernannt. 2011 trat er in den Ruhestand.
Blümel beschäftigt sich besonders mit der griechischen und lateinischen Sprachgeschichte. Er ist Spezialist für griechische Dialektologie und die Epigraphik Kleinasiens. Im Rahmen der Reihe Inschriften griechischer Städte aus Kleinasien hat er die Inschriften von Iasos, Mylasa, Nysa am Mäander, der rhodischen Peraia, von Knidos und mit Reinhold Merkelbach diejenigen von Priene herausgegeben.

## Schriften
- Untersuchungen zu Lautsystem und Morphologie des vorklassischen Lateins (= Münchener Studien zur Sprachwissenschaft. Beiheft 8). Kitzinger, München 1972, ISBN 3-920645-16-2.
- Die aiolischen Dialekte. Phonologie und Morphologie der inschriftlichen Texte aus generativer Sicht (= Zeitschrift für vergleichende Sprachforschung auf dem Gebiete der indogermanischen Sprachen. Beiheft 30). Vandenhoeck und Ruprecht, Göttingen 1982, ISBN 3-525-26218-3.
- Die Inschriften von Iasos (= Inschriften griechischer Städte aus Kleinasien. Band 28). 2 Teilbände, Habelt, Bonn 1985, ISBN 3-7749-2159-8 (Teilband 1) und ISBN 3-7749-2170-9 (Teilband 2).
- Die Inschriften von Mylasa. Teil 1: Inschriften der Stadt (= Inschriften griechischer Städte aus Kleinasien. Band 34). Habelt, Bonn 1987, ISBN 3-7749-2220-9.
- Die Inschriften von Mylasa. Teil 2: Inschriften aus der Umgebung der Stadt (= Inschriften griechischer Städte aus Kleinasien. Band 35). Habelt, Bonn 1988, ISBN 3-7749-2222-5.
- Die Inschriften der rhodischen Peraia (= Inschriften griechischer Städte aus Kleinasien. Band 38). Habelt, Bonn 1991, ISBN 3-7749-2473-2.
- Die Inschriften von Knidos. Teil 1 (= Inschriften griechischer Städte aus Kleinasien. Band 41). Habelt, Bonn 1992, ISBN 3-7749-2474-0.
- mit Riet van Bremen und Jan-Mathieu Carbon: A Guide to Inscriptions in Milas and its Museum. Arkeoloji ve Sanat Yayınları, İstanbul 2014, ISBN 978-605-396-283-0.
- mit Reinhold Merkelbach: Die Inschriften von Priene (= Inschriften griechischer Städte aus Kleinasien. Band 69). Habelt, Bonn 2014, ISBN 978-3-7749-3476-4.
- Inschriften aus Nordkarien (= Inschriften griechischer Städte aus Kleinasien. Band 71). Habelt, Bonn 2018, ISBN 978-3-7749-4157-1.
- Die Inschriften von Knidos. Teil 2 (= Inschriften griechischer Städte aus Kleinasien. Band 42). Habelt, Bonn 2019, ISBN 978-3-7749-2475-8.
- Die Inschriften von Tralleis und Nysa. Band 2: Die Inschriften von Nysa (= Inschriften griechischer Städte aus Kleinasien. Band 36,2). Habelt, Bonn 2019, ISBN 978-3-7749-2603-5.